# Triba Partner Bank

Früheres Logo der Clientis Triba Partner Bank (bis 2010)

Die Triba Partner Bank AG mit Sitz in Triengen war eine in den luzernischen Ämtern Sursee und Willisau verankerte Schweizer Regionalbank. Sie ging 1993 aus dem Zusammenschluss der im Jahr 1900 gegründeten Sparbank Triengen und der 1918 gegründeten Volksbank Neuenkirch-Reiden hervor. Neben ihrem Hauptsitz verfügte die Bank über Niederlassungen in Büron, Nebikon, Reiden und Sempach-Station.
Ihr Tätigkeitsgebiet lag traditionell im Retail Banking, im Hypothekargeschäft, im Private Banking und im Bankgeschäft mit kleinen und mittleren Unternehmen. Sie beschäftigte 51 Mitarbeiter und hatte per Ende 2008 eine Bilanzsumme von 892 Millionen Schweizer Franken.
Bis 2010 firmierte die Triba Partner Bank unter dem Verbund der Clientis-Banken. Danach ging die Bank eine Kooperation mit der Valiant Bank ein. 2018 wurde die Bank vollständig durch Valiant übernommen.